# Aeroportul Itacoatiara
Aeroportul Itacoatiara (IATA: ITA, ICAO: SBIC) este un aeroport din Itacoatiara, Amazonas, Brazilia ce deservește zona Itacoatiara. Aeroportul a fost tranzitat în 2014 de 205 pasageri. A fost numit după zona deservită.
Situat la o altitudine de 43 m, aeroportul dispune de 1 pistă.

## Infrastructură

### Piste
Aeroportul dispune de o singură pistă. Pista 14/32 are suprafața de asfalt și dimensiunile 1.515 m × 30 m. 